# Tell Aghrab

Tell Agrab si trova ad est dell'antica Eshnunna

Tell Aghrab è un sito archeologico nella valle del fiume Diyala (medio corso del fiume Tigri), in Iraq.
Il sito fu scavato in Mesopotamia negli anni '30 del XX secolo, prima da Henri Frankfort e poi da Seton Lloyd, membri entrambi dell'Oriental Institute dell'Università di Chicago. I risultati degli scavi furono pubblicati nel 1967, assieme a quelli dei vicini villaggi di Khafagia e di Tell Asmar in una pubblicazione dedicata alle abitazioni private ed alle tombe della regione del Diyala.
Per quanto riguarda le scoperte più importanti, sulla collina C di Tell Aghrab è stata ritrovata una dozzina di pezzi di ceramica dipinta di un color rosso vivace e tre pezzi di ceramica policroma. Tutti i pezzi appartegono al tardo Periodo Protoletterario ed al primo Periodo Dinastico, tra la seconda metà del IV millennio a.C. e la prima metà del III millennio a.C.: sono tra i più antichi manufatti di ceramica giunti ai nostri giorni.